# اشتباه خوب
اشتباه خوب سومین آلبوم استودیویی بهرام نورایی، رپر ایرانی است که در تاریخ ۱۳ تیر ۱۳۹۴ تحت لیبل ملتفت منتشر شد . این آلبوم در سبک آلترناتیو هیپ هاپ است و آهنگسازی این آلبوم را بهرام و مهدیار آقاجانی انجام داده‌اند.

## تولید
اشتباه خوب، نخستین آلبوم مفهومی ایرانی است که با استفاده از وقایع معکوس به عنوان روش داستان‌پردازی ساخته شده‌است. این آلبوم با همکاری بهرام نورایی و مهدیار آقاجانی تهیه شد. در این پروژه، از مجموعه تصاویری هنری با طراحی ستاره ملک‌زاده استفاده شد که به منظور ارائهٔ تفسیری بصری از آلبوم و به‌طور اختصاصی و مجزا برای جلد هر آهنگ منتشر شدند.

## فروش
اشتباه خوب به صورت رسمی در ۴ ژوئیه ۲۰۱۵ منتشر شد و در جدول آلبوم‌های برتر جهانی رسانهٔ بیلبورد، برای دو هفته آخر ژوئیه ۲۰۱۵، رتبه‌های ۴# و ۶# را از آن خود کرد. اشتباه خوب در ۲۰۱۵ در رتبه ۲۱ پرفروش‌ترین آلبوم‌های هیپ‌هاپی در سایت آمازون قرار گرفت.

## فهرست ترانه‌ها
| شماره      | نام             | نویسنده(ها)  | تهیه‌کنندگان    | مدت   |
| ---------- | --------------- | ------------ | -------------- | ----- |
| ۱.         | «خوب»           | بهرام نورایی | مهدیار آقاجانی | ۲:۰۸  |
| ۲.         | «ساز»           | بهرام        | بهرام و مهدیار | ۴:۰۳  |
| ۳.         | «لمس»           | بهرام        | بهرام و مهدیار | ۳:۵۸  |
| ۴.         | «نقش» (اسکیت)   | بهرام        | مهدیار         | ۱:۳۴  |
| ۵.         | «نگاه»          | بهرام        | مهدیار         | ۳:۵۲  |
| ۶.         | «جنگ» (اسکیت)   | بهرام        | مهدیار         | ۰:۴۳  |
| ۷.         | «تکرار»         | بهرام        | مهدیار         | ۴:۱۴  |
| ۸.         | «نیاز»          | بهرام        | مهدیار         | ۲:۲۰  |
| ۹.         | «زخم» (اسکیت)   | بهرام        | مهدیار         | ۰:۴۶  |
| ۱۰.        | «ریشه»          | بهرام        | مهدیار         | ۳:۵۰  |
| ۱۱.        | «ممکن»          | بهرام        | مهدیار         | ۳:۲۴  |
| ۱۲.        | «مرداب» (اسکیت) | بهرام        | مهدیار         | ۲:۰۱  |
| ۱۳.        | «سوز»           | بهرام        | مهدیار         | ۴:۴۹  |
| ۱۴.        | «برش»           | بهرام        | مهدیار         | ۴:۳۸  |
| ۱۵.        | «صلح» (اسکیت)   | بهرام        | مهدیار         | ۰:۳۴  |
| ۱۶.        | «اشتباه»        | بهرام        | مهدیار         | ۳:۳۲  |
| مجموع مدت: | مجموع مدت:      | مجموع مدت:   | مجموع مدت:     | ۴۶:۱۸ |